# Pseudlepista flavicosta
Pseudlepista flavicosta là một loài bướm đêm thuộc phân họ Arctiinae, họ Erebidae.